# Jüdisches Wohlfahrtszentrum

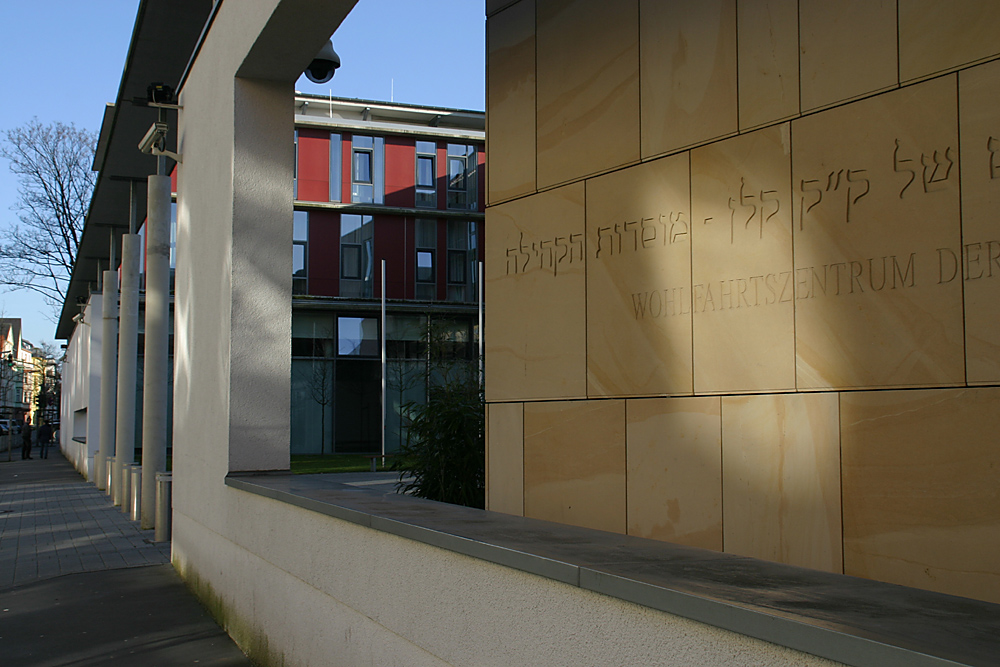
Neubau des Wohlfahrtszentrums

Das Jüdische Wohlfahrtszentrum ist eine große jüdische Sozialeinrichtung in den ehemaligen Gebäuden des „Israelitischen Asyls für Kranke und Altersschwache“ an der Ottostraße 85 im Kölner Stadtteil Neuehrenfeld. Das Zentrum blickt auf eine wechselhafte und ereignisreiche Geschichte zurück. In dem 2003 bezogenen neu- und umgebauten Gebäudekomplex sind heute Einrichtungen der Kölner Synagogen-Gemeinde wie Verwaltung, Sozialberatung, Kindertagesstätte, Grundschule sowie ein Elternheim als jüdische Einrichtung der Altenhilfe untergebracht.

## Geschichte

### Israelitisches Asyl für Kranke und Altersschwache

#### Silvanstraße
Das „Israelitische Asyl für Kranke und Altersschwache“ wurde ursprünglich an der Silvanstraße 10–12 im Stadtteil Köln-Altstadt-Süd errichtet und am 12. Januar 1869 eingeweiht. Der Bau war eine Schenkung der fünf Brüder Louis, Jakob, Moritz, Gustav und Julius Eltzbacher. Die Brüder, drei lebten in Köln und zwei in Amsterdam, stifteten das Krankenhaus sowie eine beträchtliche Summe für dessen Einrichtung zum Gedenken an ihre Eltern.
Als Baufläche wurde ein unbebautes Gelände zwischen der Annostraße und der Silvanstraße ausgewählt. Den westlichen Teil des Geländes von 12 149 Quadratfuß kaufte am 7. März 1867 die Firma J. L. Eltzbacher & Cie für 6 825 Taler, 28 Groschen und 6 Pfennig in „preußischen Courant“.
Das schlicht gebaute dreigeschossige Gebäude aus Ziegelstein entstand nach dem Entwurf des Architekten Hermann Peltz. Hinter dem Gebäude befand sich ein geräumiger Garten, der zur Annostraße hin von einer Mauer begrenzt war. 
Die Aufgaben des Asyls lagen primär in der Aufnahme von armen kranken und altersschwachen Menschen, die nach Nachweis kostenlos gepflegt wurden, sowie, wenn es im Interesse der Institution lag und ausreichend Räumlichkeiten vorhanden waren, in der Aufnahme von kranken alten Menschen, die gegen Bezahlung versorgt wurden.
Das Asyl war vorwiegend jüdisch ausgerichtet, jedoch sollte niemand zu einer religiösen Handlung gezwungen werden. Von Anfang an stand die Anstalt für alle Konfessionen offen. Zeitweise war das Krankenhaus bis zu 80 Prozent mit nichtjüdischen Patienten belegt.
Die Regel zur Aufnahme besagte:
„Die Anmeldungen der Kranken und Altersschwachen zur Aufnahme geschehen in dem Lokale des Asyls. Die Kranken haben ein ärztliches Attest, worin die Krankheit benannt ist, zu produzieren. Die Altersschwachen haben ihrem Ansuchen eine kurze Schilderung ihrer früheren und gegenwärtigen Lebensverhältnisse, sowie Zeugnisse über sittlichen Wandel und Charakter und ihre Unfähigkeit den Lebensunterhalt sich zu erwerben, beizulegen“ (§ 21).
Die Leitung des Asyls übernahm ein Kuratorium. Es entschied unter anderem über die Aufnahme von Kranken und Altersschwachen. Vorwiegend war das Asyl für die Kölner Bürger da. Arme und Altersschwache außerhalb von Köln wurden nur gegen Bezahlung der anfälligen Pflegekosten aufgenommen. Medizinischer Leiter des Asyls von 1885 bis 1935 war der in Köln recht bekannte Geheimrat Benjamin Auerbach.
Durch die steigende Nutzung des Asyls war das Platzangebot bald ausgeschöpft. 1881 rief die Verwaltung die Kölner Bürger erstmals zu Spenden auf. Die Spenden ermöglichten den Zukauf eines anliegenden Geländes. Auf dem angekauften Grundstück errichtete der Kölner Architekt Adolf Nöcker einen langgestreckten Bau mit drei Geschossen. Eine zweite Erweiterung durch Nöcker fand im Jahre 1889 statt, bei dem das Gartenhaus mit dem Vorderhaus durch eine 19 Meter lange offene Halle verbunden wurde. Bei dem Ausbau wurden auch die Wirtschaftsräume vergrößert, ein Gebetssaal errichtet und die einzelnen Öfen durch eine Zentralheizung ersetzt.
1892 kaufte das Asyl ein Nachbarhaus in der Silvanstraße, das anschließend in das Vorderhaus integriert wurde. Eine weitere größere Erweiterung der Institution war durch die dichte Bebauung rund um das Asyl im Severinsviertel nicht mehr möglich.

#### Ottostraße

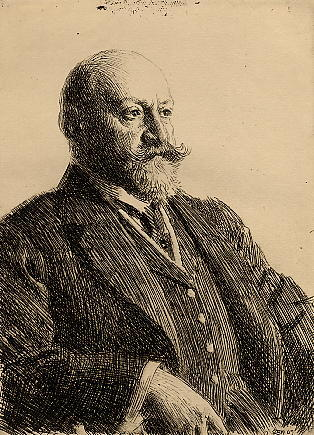
Sir Ernest Cassel schenkte der jüdischen Gemeinde einen Teil der Finanzierung des Neubaus an der Ottostraße

Im Jahre 1901 schenkte Ernest Cassel der jüdischen Gemeinde 270.000 Mark. Damit konnte der Neubau angegangen werden. Jedoch reichte die Summe bei weitem nicht aus, um die Planung umzusetzen. Weitere Gelder erhoffte sich das Asyl durch den Verkauf des Grundstücks und der Gebäude an der Silvanstraße, wie auch durch weitere Schenkungen. 
Das Kuratorium suchte daraufhin nach einem geeigneten Grundstück in der Nähe des alten Standorts. Ohne zwingenden Grund wollte man das Severinsviertel nicht verlassen. Jedoch waren die Grundstücke zu klein und zu teuer, sodass die Suche nach einem geeigneten Grundstück auf andere Stadtteile ausgedehnt wurde. 
1902 kaufte das Kuratorium ein Grundstück für 180.000 Mark im Stadtteil Köln-Neuehrenfeld. Das 21.550 Quadratmeter große Gelände befand sich zwischen der Ottostraße, der Nußbaumerstraße, der Vorortsringstraße (später in Ehrenfeldgürtel umbenannt) und der späteren geplanten Röntgenstraße. 
Das Kuratorium stellte ein Baukonzept zusammen, das folgende Gebäude beinhaltete:
1. Ein Alters- und Siechenhaus mit 46 Betten, 26 für Greise und 20 für Sieche (je 2 in einem Zimmer)
2. ein Haus für 14 altersschwache Pensionäre
3. ein Krankenhaus für 90 Betten
4. zwei Infektionsbaracken mit 20 Betten
5. ein Wirtschaftsgebäude
6. ein Leichenhaus
7. eine Poliklinik
8. eine Synagoge
Außerdem sind auf dem Grundstück vorgesehen ein Schwesternheim, das der Verein für jüdische Krankenpflegerinnen zu Köln errichtet, und für eine event. zukünftige Vergrößerung ein Krankenpavillon für 50 Betten, ein weiteres Altershaus für 30 Betten und eine weitere Infektionsbaracke zu 10 Betten.
Das Krankenhaus und das Altersheim wurden am 19. Februar 1908 eingeweiht. Einige Tage zuvor fand die Einweihung des Schwesternheims statt.

#### Zeit des Nationalsozialismus
Nach der Machtübernahme der Nationalsozialisten waren auch für das Israelitische Asyl für Kranke und Altersschwache die Folgen der antisemitischen Politik spürbar. Die Krankenkassen und das Wohlfahrtsamt wiesen dem Asyl nur noch in dringenden Fällen nichtjüdische Patienten zu. Das Krankenhaus verlor durch den Boykott im April 1933 fast die Hälfte seiner Patienten. 
Ein weiterer finanzieller Engpass wurde ausgelöst, als im April 1933 mit dem „Gesetz über das Schlachten von Tieren“ das Schächten verboten wurde. Nun musste das Asyl das Fleisch von rituell geschlachteten Tieren aus dem Ausland beziehen. Auch andere koschere Nahrungsmittel waren schwer zu bekommen.
Beim schweren Luftangriff auf Köln am 31. Mai 1942 wurde unter anderem das städtische Krankenhaus vollständig zerstört. Die Gebäude des Israelitischen Asyls für Kranke und Altersschwache wurden nur leicht beschädigt. Am darauffolgenden Tag beschlagnahmten die städtischen Behörden das Asyl und ließen es zwangsräumen, um die Patienten des zerstörten städtischen Krankenhauses hierher zu verlegen. Im Zuge der Räumung und der darauffolgenden Neubelegung wurde vermutlich auch das Archiv des Asyls vernichtet. Einzig ein Sterberegister war noch vorhanden.
Die Patienten, die Alten und das Personal des Asyls wurden in Holzbaracken im Deportationslager Köln-Müngersdorf gefangen gehalten, wo viele Patienten wegen Mangel an ärztlicher Pflege starben. Überlebende Betagte wurden von hier aus zusammen mit Krankenschwestern, einem Krankenpfleger, zwei Ärzten mit ihren Ehefrauen sowie den letzten Kuratoriumsmitgliedern am 15. Juni 1942 mit der ersten großen Deportation aus Köln nach Theresienstadt gebracht.
Weitere große Deportationen erfolgten am 20. und am 27. Juli 1942. Für den 27. Juli 1942 wurde ausdrücklich angeordnet, auch Kranke zu den Versammlungsorten zu transportieren. Es wird vermutet, dass die Mehrheit der Bewohner des Asyls im Juli 1942 verschleppt worden ist.

### Nach dem Krieg
Am 30. Mai 1945 wurde das Gelände wieder der jüdischen Gemeinde übergeben. Das Hauptgebäude wurde instand gesetzt und die Räume für die Verwaltung und einen kleinen Betsaal genutzt. Ende Mai/Anfang Juni verlegte die Synagogen-Gemeinde Köln ihren Sitz erstmal in die Ottostraße. 
Zeitgleich bezogen jüdische Flüchtlinge auf der Suche nach einer Unterkunft aus Not unerlaubt Räume des Asyls. Akzeptiert vom Gemeindevorstand wurden weitere Räume und Gebäudeteile instand gesetzt und das Asyl wurde zum zweiten jüdischen Flüchtlingsheim.
Nachdem jedoch die Synagoge an der Roonstraße wieder aufgebaut wurde, lohnte sich aufgrund der niedrigen Anzahl der jüdischen Mitbürger ein zweites Gemeindezentrum nicht. In den 1950er-Jahren gab die jüdische Gemeinde das Zentrum auf und das belgische Militär bezog das Gebäude.

### Bau des Jüdischen Wohlfahrtszentrums

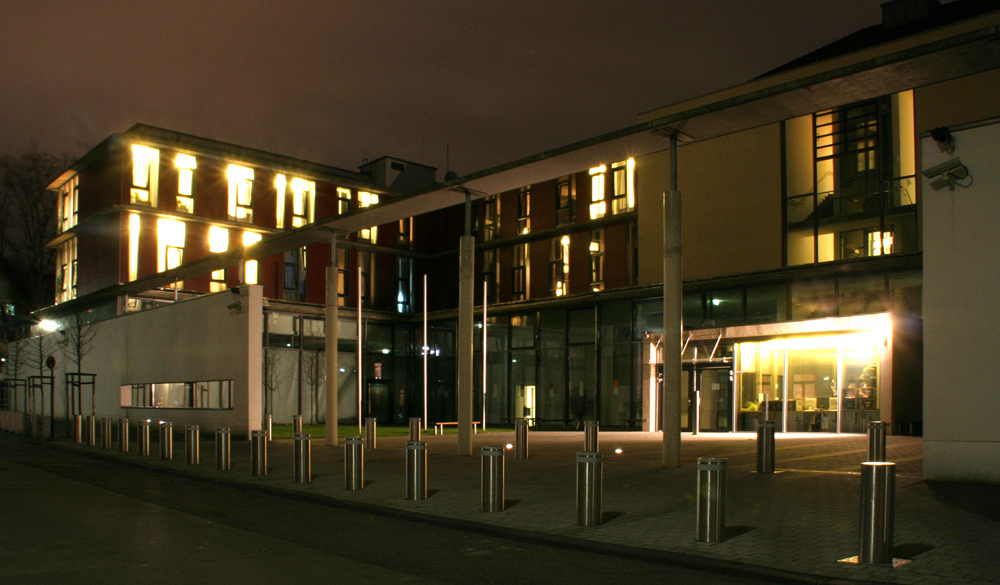
Nachtaufnahme des Neubaus

1995 wurden die belgischen Truppen aus Deutschland fast vollständig abgezogen. Das von dem belgischen Militär genutzte Militärkrankenhaus an der Ottostraße ging im November wieder an den Bund zurück. Eine Weiternutzung als städtisches oder privates Krankenhaus war durch den schlechten Zustand der Bausubstanz nicht möglich. Daraufhin beschloss der Bund das Gelände zu verkaufen.
Interesse zeigte der Investor SKI (Standort Köln Immobilien GmbH). Nach den Plänen des Investors sollten die nicht unter Denkmalschutz gestellten historischen Bauten abgerissen werden und Wohnkomplexe entstehen.
Gleichzeitig war auch die Synagogen-Gemeinde Köln auf der Suche nach einem zweiten Gemeindezentrum. In den 1990er-Jahren wuchs die jüdische Gemeinde kontinuierlich auf 2600 Mitglieder an. Vor allem war ein starker Zuzug aus der ehemaligen Sowjetunion zu verzeichnen. Aufgeschreckt durch die Abrisspläne der Immobiliengesellschaft, wurden auf Bemühungen des Stadtkonservators die historischen Bauten am 15. Mai 1996 unter Denkmalschutz gestellt.
Nach zähen Verhandlungen zwischen dem Investor, der Synagogen-Gemeinde Köln, dem Stadtrat und dem Bund einigte man sich im November 1997 auf eine Teilung des 20.000 m² großen Geländes. Für 560.000 DM ging der Geländeteil mit dem einzigen erhaltenen historischen Aufbau an die jüdische Gemeinde, den Rest des Geländes übernahm die SKI.
2000 ging man den Umbau und die Renovierung unter der Leitung der Architekten Ulrich Coersmeier und Alfred Jacoby an. Neu im Gebäudekomplex war die nach Osten (Jerusalem) ausgerichtete Synagoge. 2003 konnten die ersten sozialen Einrichtungen ihre Arbeit aufnehmen. Die letzten beiden Sozialeinrichtungen wurden mit der für alle Konfessionen offenen Lauder-Morijah-Grundschule und der Franz-Herschtritt-Kindertagesstätte 2004 verwirklicht.